# (5264) Télefo
(5264) Télefo es un asteroide que forma parte de los asteroides troyanos de Júpiter, descubierto el 17 de mayo de 1991 por Carolyn Shoemaker y por su esposo que también era astrónomo Eugene Shoemaker desde el Observatorio del Monte Palomar, Estados Unidos.

## Designación y nombre
Designado provisionalmente como 1991 KC. Fue nombrado Télefo en homenaje a Télefo, hijo de Heracles y Auge, abandonado en el Monte Partenio, fue criado por una cierva y por pastores. Según la versión, se casó con una hija de Príamo, pero agradecido a la herida que le sanaron los griegos entró en combate contra su suegro. Un oráculo había declarado que Troya no podía ser tomada sin la ayuda de un hijo de Heracles.

## Características orbitales
Télefo está situado a una distancia media del Sol de 5,208 ua, pudiendo alejarse hasta 5,785 ua y acercarse hasta 4,631 ua. Su excentricidad es 0,110 y la inclinación orbital 33,57 grados. Emplea 4341,91 días en completar una órbita alrededor del Sol.

## Características físicas
La magnitud absoluta de Télefo es 9,5. Tiene 68 km de diámetro y su albedo se estima en 0,072.